# Liberatrici
Liberatrici (Lady Liberators) è un gruppo di personaggi dei fumetti, creato da Roy Thomas (testi) e John Buscema (disegni), pubblicato dalla Marvel Comics. È apparso la prima volta in The Avengers (prima serie) n. 83 (dicembre 1970).

## Storia del gruppo

### Gruppo di Valchiria (Silver Age)
Una notte Wasp fa ritorno alla base dei Vendicatori e vi trova Natasha Romanoff, Scarlet, Medusa e Valchiria che le annunciano che d'ora in avanti quella sarà il quartier generale delle Liberatrici, che hanno deciso di emanciparsi da quella che definiscono “la supremazia maschile”. Valchiria ricorda quando veniva sottovalutata ed ignorata dal Dr. T.W. Erwin alla Miskatonic University e quando, avendo inalato una misteriosa sostanza, acquisì la sua forza sovrumana. Valchiria convince le altre donne a considerare i Vendicatori, in quanto maschi, loro nemici sottolineando come tutte le azioni eroiche che esse hanno compiuto accanto ai compagni siano poi state attribuite solo ai supereroi. Le Liberatrici si allontanano a bordo della biga di Valchiria, trainata da 2 stalloni bianchi in grado anche di volare.
Nella periferia di Rutland (Vermont), nella casa di Tom Fagan si sta svolgendo una festa in maschera per Ognissanti sul tema dei Vendicatori: Roy e Jeanie Thomas si presentano travestiti da Uomo Ragno e Mister Fantastic. Visione, Pantera Nera, Quicksilver e Golia (Clint Barton) prendono parte sia alla festa sia alla sfilata che attraversa le vie cittadine, non sapendo che la parata è seguita anche dai Signori del male: Klaw, l'Uomo Radioattivo, Melter e Whirlwind (noto come Ciclone Umano). I Signori del male attaccano il carro di Tom Fagan per rapire il Dr. Erwin, famoso per le sue ricerche sul tempo parallelo, e i Vendicatori intervengono per fermarli ma hanno la peggio. Le Liberatrici arrivano appena in tempo. Wasp, con il suo pungiglione di vespa, colpisce agli occhi Melter, che stava quasi dissolvendo il corpo di Visione con il catrame bollente delle strade. Vedova Nera salva Pantera Nera da Klaw. Medusa va ad aiutare Quicksilver: blocca Whirlwind con i capelli e lo mette KO. Scarlet salva Golia neutralizzando con un sol colpo l'Uomo Radioattivo.
Ma quando la situazione sembra ormai risolta, le donne si voltano contro i Vendicatori: Medusa attacca Quicksilver; Vedova Nera e Wasp attaccano Pantera Nera; Valchiria, al grido di "Tutti contro i maschi sciovinisti", colpisce con la sua lancia Visione e Golia. I Vendicatori vengono sconfitti e legati. Il Dr Erwin mostra alle sue salvatrici l'invenzione che i Signori del male volevano sottrargli: si tratta di un proiettore del tempo parallelo potenziato da un'unità energetica. Valchiria all'improvviso blocca le compagne con un incantesimo e rivela di essere in realtà la Maga e di volere l'apparecchio del Dr. Erwin per poter essere condotta in tempi e luoghi paralleli. La Maga racconta e ripercorre gli eventi che l'hanno portata lì: dopo aver tentato invano di conquistare Asgard lei e l'Esecutore Skurge furono condannati da Odino all'esilio in una terra sterile e al dimezzamento dei poteri; la Maga fu però abbandonata anche dall'Esecutore e giurò vendetta contro tutti i maschi. Con l'apparecchio di Erwin ella intende tornare ad Asgard e ai suoi poteri. Lancia quindi un incantesimo per uccidere i Vendicatori ma Scarlet la circonda con la sua sfera magica riflettendole contro la sua stessa magia e l'Incantatrice esplode.

### Gruppo di She-Hulk (Modern Age)
She-Hulk chiese l'aiuto di altre supereroine per catturare l'Hulk Rosso, fortissimo mostro che nessuno è riuscito a sconfiggere, nemmeno eroi come Iron Man e Thor.
Inizialmente solo Thundra e la Valchiria hanno risposto all'appello di Jen, ma in seguito anche la Donna invisibile, Tempesta, la Vedova Nera, la Donna Ragno, Dazzler, Hellcat, Risque e Tigra si sono unite alla cattura del gigante rosso.

## Altri membri (onorari, di riserva, ecc.)
- Jazinda (onoraria)